# Burg Graben
Die Burg Graben ist eine abgegangene Niederungsburg (Uferburg) in der Ortschaft Graben der heutigen Gemeinde Kirchdorf am Inn im Bezirk Ried von Oberösterreich.

## Geschichte
In der Ortschaft Graben stand an der Uferterrasse des Inn eine Burg der Grafen von Ortenburg bzw. der Ahamer. Diese wurde erstmals ca. 1160 erwähnt. Die Burganlage wurde 1199 bei einer Fehde der Ortenburger mit Bischof Wolfker von Passau. Dieser belagerte gemeinsam mit den Grafen von Bogen und dem Herzog von Österreich die Burg. Dabei sollen 300 Menschen ums Leben gekommen sein. Nach der Einnahme ließ der Bischof die Burganlage umgehend schleifen und verbot den Ortenburgern den Wiederaufbau. Zudem ließ er die Burg Obernberg ausbauen, um am Inn einen sicheren Grenzschutz zu haben.
1175 fand in der Feste Graben eine Zusammenkunft der Vertreter Herzogs Heinrich mit dem Probst Arno vom Kloster Reichersberg über einen Gütertausch statt. In den Urkunden für das Kloster Reichersberg werden als Zeugen auf Burg Graben erwähnt: Hezilo von Graben (1180), Heinricus (1200), Wolframus de castro Graben (1220), die späteren wahrscheinlich alles Dienstmannen des Bistums Passau, die früheren der Ortenburger. In weiteren Urkunden wird 1177 von „in castro Grabn“ und 1220 „castro, quod tunc fuit Graben“ gesprochen, ein Hinweis, dass die Burg damals nicht mehr bestand. 1251 schenkte Graf Heinrich II. dem Passauer Domkapitel seine Besitzungen zu Graben mit der Auflage, dass diese stets dem Kapitel verbleiben sollen.

## Burg Graben heute
In der Beschreibung von Johann Ev. Lamprecht vor der Wende zum 20. Jahrhundert wird noch von einem „Burgstall mit einem hart am Stromwasser sich befindlichen niedrigen Burghügel“ gesprochen, dessen Großteil aber von den Fluten des Inn bereits weggespült war, und – wie aus der Planskizze Lamprechts zu ersehen ist – welcher an der Südseite hufeisenförmig von vier Gräben und Wallresten umschlossen und an der Ostseite von einem tief gebetteten und zum Inn ausfließenden kleinen Bach begrenzt war. Der Flächenraum dieses Burgstalls wurde mit etwa 2,5 ha angegeben.
Die Substruktion ist offenbar teilweise in den Inn gestürzt bzw. wurde von den Grundbesitzern oder wegen des Hochwasserschutzes gegen den Inn eingeebnet. Heute ist von der  Burg Graben nichts mehr zu finden, der ehemalige Burgplatz wird für Veranstaltungen genutzt.